# 치스테르나디라티나
치스테르나디라티나(이탈리아어: Cisterna di Latina)는 이탈리아 라치오주 라티나도에 위치한 코무네다. 1944년 7월에 일어난 치스테르나 전투가 일어났던 곳이기도 하다.
성경에서는 성 바울이 멈춘 도시 중 하나라고 언급되어 있다.

## 자매 도시
- 미국 포트스미스
- 튀니지 그롬발리아